# 喜信堂
喜信堂（きしんどう、英文表記：kishindo Corporation）は、北海道名寄市の菓子（和菓子、洋菓子）専門店である。初代の坂本和三郎が、北海道小樽市の「愛信堂」で修行を積み1931年（昭和6年）、名寄市で「喜信堂」を開業した。
代表銘菓「四季の宴」は第20回全国菓子大博覧会、名誉総裁賞を受賞。また、「北住まい」は第21回全国菓子大博覧会、松江菓子博において大臣賞を受賞した。
2009年に名寄市にある「きたすばる天文台」開設を記念として新食感スイーツ「星に願いを」が誕生した。北海道の空港や様々な場所で販売実績あり。

## 沿革
- 1931年（昭和6年）7月 菓匠 喜信堂　創立（和菓子製造小売）。
- 1961年（昭和36年）4月 洋菓子部門設置。
- 1961年（昭和36年）1月 株式会社に改組。
- 1968年（昭和43年）4月 インストアー・ベーカリー・システムによるパン部門を設置、製造、販売を開始。
- 1976年（昭和51年）8月 新社屋、店舗及び工場落成（現所在地）。
- 1982（昭和57年）代表取締役社長に坂本和彦が就任。
- 1984年（昭和59年）2月 工場を増築。
- 1996年（平成8年）5月 ホームページを開設。インターネット通信販売事業を開始。
- 1996年（平成8年）11月 本社屋のリニューアルオープン。
- 1998年（平成10年）10月 インターネット通販ショップ用の買い物カゴ システムをレンタル開始。
- 2019年（令和元年）代表取締役社長に坂本和紀が就任。